# MLW Saturday Night SuperFight
MLW Saturday Night SuperFight fue el primer evento pago por visión de lucha libre profesional producido por Major League Wrestling. Tuvo lugar el 2 de noviembre del 2019 en el Cicero Stadium de Cicero, Illinois. El evento se transmitirá en vivo en los puntos de venta tradicionales de PPV y FITE TV.

## Producción
MLW anunció el 5 de julio que el Saturday Night SuperFight sería su primer evento de pago por visión, que se celebrará el 2 de noviembre de 2019 en el Cicero Stadium en Cicero, Illinois. Las entradas para el estarán a la venta el 15 de julio, con un costo de $19.95 y el evento se transmitirá en pay-per-view. El 8 de agosto, MLW anunció que habían llegado a un acuerdo con FITE TV para producir contenido para su red de transmisión, y el primer evento de MLW producido para FITE TV fue Saturday Night SuperFight.

## Antecedentes
El 5 de abril de 2019, L.A. Park ganó el Battle Riot, ganando un "Golden Ticket" para una oportunidad del Campeonato Mundial Peso Pesado de la MLW en cualquier momento de su elección. El 7 de septiembre, se anunció que Park cobraría su "Golden Ticket" y se enfrentaría al campeón de MLW Jacob Fatu en Saturday Night SuperFight.

## Resultados
- Pre-show: Leo Brien derrotó a Savio Vega.
  - Brien cubrió a Vega después de un codazo.
- Pre-show: Gino Medina derrotó a Air Wolf.
  - Medina cubrió a Wolf después de un «Eat-Da-Feel».
- Pre-show: El Hijo de L.A. Park derrotó a Zenshi.
  - Park cubrió a Zenshi después de un «Package Piledriver».
- Pre-show: Contra Unit (Ikuro Kwon & Simon Gotch) derrotaron a Dominic Garrini & Douglas James y The Spirit Squad (Mike Mondo & Kenn Doane).
  - Gotch cubrió a Mondo después de un «Piledriver».
- The Von Erichs (Marshall Von Erich and Ross Von Erich) derrotaron a The Dynasty (MJF & Richard Holliday) y ganaron el Campeonato Mundial en Parejas de la MLW.
  - Marshall cubrió a MJF después de un «Claw Slam».
- Injustice (Jordan Oliver, Kotto Brazil & Myron Reed) derrotaron a Gringo Loco, Puma King y Séptimo Dragón.
  - Reed cubrió a Dragón después de un «Springboard 450».
- Teddy Hart derrotó a Austin Aries y retuvo el Campeonato Mundial Peso Medio de la MLW.
  - Hart cubrió a Aries después de un «Canadian Destroyer».
- Low Ki derrotó a Brian Pillman Jr.
  - Ki cubrió a Pillman después de un «Running Summersault Kick».
  - Después de la lucha, ambos se dieron la mano en señal de respeto.
- Tom Lawlor derrotó a Timothy Thatcher.
  - Lawlor forzó a Thatcher a rendirse con un «Rear Naked Choke».
- Mance Warner derrotó a Bestia 666 y Jimmy Havoc en un Stairway to Hell.
  - Warner cubrió a 666 después de un «Superplex» sobre la mesa.
- Alexander Hammerstone derrotó a Davey Boy Smith Jr. y retuvo el Campeonato Nacional Peso Abierto de la MLW.
  - Hammerstone cubrió a Smith después de un «School Boy» desde la tercera cuerda.
- Jacob Fatu derrotó a L.A. Park (con Salina de la Renta) en un No Disqualification Match y retuvo el Campeonato Mundial Peso Pesado de la MLW.
  - Fatu cubrió a Park después de un «Moonsault».
  - Durante la lucha, Renta interfirió a favor de Park.